# New Edition
New Edition is een Amerikaanse r&b- en popgroep uit Boston, opgericht in 1978. De naam van de groep staat voor een nieuwe editie van The Jackson 5. De leden van de groep zijn Ricky Bell, Michael Bivins, Ronnie DeVoe, Bobby Brown, Johnny Gill en Ralph Tresvant. Ze brachten in de jaren 1980 en 1990 meerdere hitnummers uit, waaronder Candy Girl, Cool It Now en Mr. Telephone Man. 
Brown verliet de groep rond 1985. Gill werd later aan de groep toegevoegd in 1987. Brown, Gill en Tresvant gingen solo verder, terwijl de overige drie leden het trio Bell Biv DeVoe vormden. Alle zes leden kwamen in 1996 weer bij elkaar voor hun zesde album Home Again. Daarna volgen meer reünies in de bezetting van 1987-1990, maar soms ook met Brown. In 2004 verscheen hun voorlopig laatste studioalbum One Love. Tussen 2013 en 2023 werd de groep opgenomen in meerdere eregalerijen 

## Loopbaan

### 1978-1985; de weg naar succes

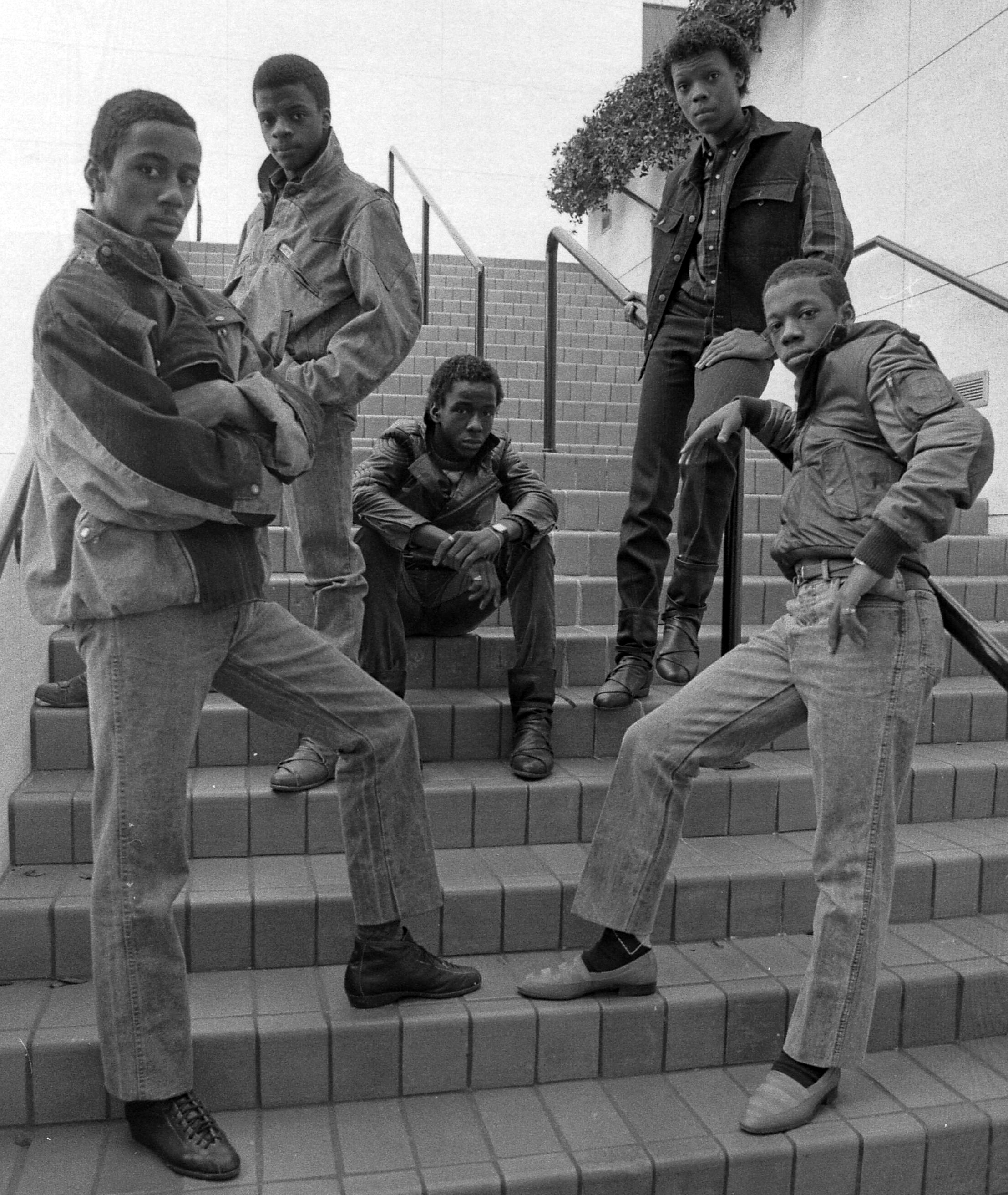
New Edition in 1985.

De groep werd in 1978 door Bobby Brown en zijn jeugdvrienden in de projects van de Bostonse wijk Roxbury. De groep deed in 1982 mee aan een lokale talentenjacht die georganiseerd werd door Maurice Starr; de hoofdprijs was 500 dollar en een platencontract. De groep eindigde als tweede, maar had zo'n goede indruk gemaakt op Starr dat het de volgende dag de studio in mocht voor de opnamen van het uiteindelijke debuutalbum. Candy Girl verscheen 19 juli 1983 op het platenlabel van Arthur Baker, Streetwise, en bracht drie hits voort; Is This the End, Popcorn Love en het titelnummer die zowel in Amerika als in Engeland op nr.1 stonden.
Bij thuiskomst van hun eerste concerttournee werden de jongens afgezet - zowel letterlijk als figuurlijk - met elk 1,87 dollar. Volgens de officiële lezing kwam het door het tourbudget en de hoge kosten dat ze niet meer betaald kregen. Voor New Edition reden te meer om in 1984 de banden met Starr te verbreken. Als reactie creëerde Starr binnen de kortste keren de groep New Kids on the Block, een soort witte versie van New Edition.
Ondertussen schakelde de groep de hulp in van het advocatenduo Steven en Martin Machat om hun contract met Streetwise ongedaan te maken en naar een andere platenmaatschappij over te stappen. De keuze viel uiteindelijk op MCA. Steven Machat nam samen met zakenpartners Rick Smith en Bill Dern van AMI het management op zich en zorgde ervoor dat de groep meer aanzien kreeg in de pop- en r&b-scene. Via hun productiemaatschappij Jump and Shoot bracht MCA datzelfde jaar nog het tweede titelloze album van de groep uit. New Edition werd nog succesvoller dan het debuut; mede dankzij de hits Cool It Now (top 5) en Mr. Telephone Man (top 20) werd het in de VS met dubbel platina bekroond. 
Tijdens de promotie voor het album kwam de groep erachter dat ze niet rechtstreeks gecontracteerd waren bij MCA, maar bij Jump and Shoot dat een onderhandse deal met MCA had gesloten en daardoor al hun zakelijke belangen beheerden. Ze kwamen er onderuit door ieder een ton te lenen bij MCA en er een nieuw langdurig contract te tekenen; ze moesten echter voortdurend opnemen en toeren om hun schulden af te betalen.
Het derde album van New Edition, All for Love, verscheen in het najaar van 1985. Hoewel minder succesvol dan zijn voorganger haalde het wederom de platinastatus en werden er drie singles van getrokken; Count Me Out, A Little Bit Of Love (Is All It Takes) en With You All the Way. Hun groeiende populariteit leidde ertoe dat de groep als zichzelf te zien was in de film Krush Groove met het nummer My Secret. Het jaar werd afgesloten met de release van de ep Christmas All Over the World.

### 1985-1989; vertrek van Bobby Brown, komst van Johnny Gill enHeart Break
In 1986 begon Bobby Brown een solocarrière en voltooide New Edition de promotie van All for Love als kwartet. Ondanks alle financiële en onderlinge problemen leek het einde van de succesperiode nog niet in zicht. Zo vertolkte de groep Count Me Out in een aflevering van Knight Rider (Knight Song)  en nam het voor de soundtrack van The Karate Kid II een cover op van de Penguins-hit Earth Angel uit 1954. Hun versie kwam tot een 21e plaats in de Billboard Hot 100 en vormde de inspiratie voor Under the Blue Moon, een album met eigentijdse versie van doowopklassiekers.
Nadat Brown uit de groep was gezet gingen er in 1987 geruchten rond dat ook leadzanger Ralph Tresvant een solocarrière nastreefde en werd de toekomst van New Edition onzeker. Ricky Bell, Michael Bivins en Ronnie Devoe vonden een opvolger in de uit Washington DC afkomstige zanger Johnny Gill, maar uiteindelijk besloot Tresvant te blijven waardoor de groep weer een kwintet was.
In de zomer van 1988 verscheen Heart Break; dit vijfde album, waarop Gill in de leadzang deelde, was geproduceerd door Jimmy Jam & Terry Lewis en liet een volwassener geluid horen. Heart Break bracht vijf hitsingles voort - If It Isn't Love, You're Not My Kind of Girl, Can You Stand the Rain, Crucial en N.E. Heartbreak - en was met dubbel platina het succesvolste album van New Edition tot dusver. Om het jaar af te ronden ging New Edition op tournee met voorprogramma van Al B. Sure en ex-lid Bobby Brown.

### 1990-1995; soloprojecten
Geïnspireerd door het platinasucces van Browns doorbraakalbum Don't Be Cruel uit 1988 besloot New Edition na afloop van de 'Heart Break-tournee een rustpauze in te lassen en deze te benutten voor zijprojecten. Op aanraden van producers Jimmy Jam en Terry Lewis vormden Bell, Bivins en Devoe het trio Bell Biv DeVoe; hun debuutalbum Poison uit 1990 werd viervoudig met platina bekroond. Datzelfde jaar kwamen leadzangers Tresvant en Gill (die voor zijn komst bij New Edition al onder eigen naam had opgenomen) met titelloze soloalbums die ook een meervoudige platinastatus haalden. Datzelfde jaar kwamen alle groepsleden, inclusief Brown, weer even bij elkaar voor een optreden tijdens de MTV Video Music Awards. In 1991 namen ze met z'n zessen een remix op van het Bell Biv Devoe-nummer Word to the Mutha!; Brown, Tresvant en Gill maakten ook hun opwachting de bijbehorende videoclip. Eerder was Brown te zien in de clips van Bell Biv Devoe's BBD (I Thought It Was Me) en de remixversies van Tresvant's Stone Cold Gentleman en Sensitivity.  

### 1996-1997;Home Again, reünie en rustpauze
Anno 1996 hadden de leden van New Edition grotere successen behaald met hun zijprojecten dan in hun bestaansjaren als groep. De belangstelling voor een reünie was er echter niet minder om, en datzelfde jaar gingen ze met Brown de studio in om hun eerste New Edition-album in acht jaar op te nemen; als contractvuller weliswaar, maar toch. Home Again kwam vanuit het niets op 1 in de Billboard 200 en de r&b-albumchart en werd hun grootste succes. Mede dankzij de top 10-singles Hit Me Off en I'm Still in Love with You haalde het wederom dubbel platina. Echter, de Home Again-tournee die de groep in 1997 verliep rampzalig. Ondanks dat ze bijna een decennium niet samen hadden getoerd (en meer dan tien jaar in aanwezigheid van Brown) kregen ze weer ruzie omtrent podiumdominantie, alsof er al die tijd niets was veranderd. Halverwege de tournee, tijdens een concert in Las Cruces, New Mexico trachtte DeVoe een verlenging van Browns soloset te verhinderen door diens microfoon uit te zetten en hem vervolgens van het podium te verwijderen. Nadat Brown de microfoon op de grond gooide brak er een vechtpartij uit totdat hun beveiligingsbeambten ingrepen en het concert werd afgebroken. Bivins en Brown verlieten de tournee die door de rest - DeVoe, Bell, Gill en Tresvant als kwartet werd afgemaakt. Brown onthulde later in een interview dat hij tijdens de tournee werd gedrogeerd. Daarna gingen de groepsleden weer ieder huns weegs en leek New Edition in mineur te eindigen.
Naast de release van het album Home Again sloegen de drie solisten van New Edition (Brown, Gill en Tresvant) in 1996 ook de handen ineen met zangeressen Monica en Faith Evans om samen met Browns toenmalige echtgenote Whitney Houston de gospelstandard Somebody Bigger Than You and I op te nemen voor de soundtrack van de film The Preacher's Wife waarin Houston de hoofdrol speelde. Ook verschenen ze in aflevering negen van het achtste seizoen van de tv-serie Family Matters. 
In het daaropvolgende jaar vormde Gill de r&b-supergroep LSG met Keith Sweat en Gerald Levert. Ze brachten het album Levert.Sweat.Gill uit en scoorden een hit met My Body.

### 2002-2004; terugkeer in de schijnwerpers en contract bij Bad Boy
Nadat hun tweede reeks soloprojecten geen nieuwe successen opleverde kwam New Edition in 2002 weer bij elkaar als kwintet zonder Brown. Ze toerden langs clubs, casino's en kleinere zalen; ook traden ze op in The Tom Joyner Sky Show. Rapper/producer Sean Combs kwam bij een van hun concerten kijken en tekende ze voor zijn Bad Boy-label nadat hun contract bij MCA eindelijk was afgelopen. 
In het najaar van 2004 verscheen het zevende studioalbum van New Edition, One Love, op Bad Boy. Het kwam nieuw binnen op twaalf in de Billboard 200 om er binnen de kortste keren weer uit te verdwijnen. Ook de dragende single, Hot2Nite, scoorde matig, met #35 en #87 als hoogste noteringen in de r&b-charts en de Billboard Hot 100. Creatieve meningsverschillen met Combs waren hier mede de oorzaak van. Bell onthulde in een interview dat Combs hun vaste producers Jimmy Jam en Terry Lewis weigerde te betalen voor een nummer dat ze op het album hadden gewild. Combs zou de groep hebben gezegd dat ze hun budget hadden overschreden ondanks de vele samenwerkingen met de songschrijvers en producers waarover Bad Boy beschikte. De groep vertrok uiteindelijk bij Bad Boy en richtte zich na deze wrange scheiding op hun liveconcerten.

### 2005 - heden
In september 2005 was New Edition in een aflevering te zien van de realityshow R U the Girl tijdens de sing-off. Samen met de overgebleven leden van TLC, Tionne 'T-Boz' Watkins en Rozonda 'Chilli' Thomas, beoordeelden zij de laatste finalistes waaruit een groep werd samengeteld als  voorprogramma bij een concert van New Edition. Tijdens de opnamen hadden Watkins en Thomas het er met New Edition over hoe Bivins de betreurde Lisa Lopes inspireerde tot haar bijnaam 'Left Eye' in de begindagen van TLC.
Datzelfde najaar trad New Edition op met een greatest hits-medley tijdens het 25-jarig jubileum van de televisiezender BET. Halverwege werd Brown erbij gehaald voor spontane vertolkingen van het twintig jaar oude Mr. Telephone Man en zijn solohit My Prerogative met DeVoe en Tresvant als dansers. Later maakten BET en Access Hollywood bekend dat Brown zich had verzoend met New Edition en dat hij weer ging meedoen aan concerten en studioalbums.
Op 26 augustus 2006 maakte New Edition concertopnamen aan de Universiteit van South Carolina voor een toekomstige dvd-release. Het concert, getiteld Spend the Night with New Edition, werd uitgezonden door BET in samenwerking met autofabrikant Lincoln waarvoor de groep reclame had gemaakt. Brown verzorgde een gastoptreden. 
In 2008 nam New Edition zonder Brown een nummer op met New Kids on the Block (Ful Service) voor hun laatste album The Block. Ondertussen waren Brown, Gill en Tresvant een nieuw zijproject begonnen; Heads of State trad van november 2008 tot januari 2011 op met de Summit-tournee. Volgens Gill was de groepsnaam ontleend aan de oorspronkelijke naam van de Rat Pack; The Summit, of The Heads of State. 
Op 28 juni 2009 deed New Edition mee aan een door BET uitgezonden herdenkingsconcert voor Michael Jackson; Brown, Tresvant en Gill gingen voorop in een Jackson 5-medley bestaande uit o.a. I Want You Back, ABC en The Love You Save. Later dat jaar verzorgden Bell en Gill een gastoptreden bij een benefietconcert van New Kids on the Block in Boston voor de speelgoedactie Toys for Tots. Samen zongen ze Full Service en This One's for the Children.
Later bevestigde Gill dat New Edition contacten had getekend bij manager Irving Azoff en platenmaatschappij Geffen dat MCA had overgenomen en nu dus de rechten van de catalogus van de groep beheerde. Er zou een comebackalbum op komst zijn.
Op 3 juli 2011 begonnen alle leden van New Edition aan een tournee ter gelegenheid van hun dertigjarig jubileum in New Orleans tijdens het Essence Music Festival. Namens de groep zei Bell "Dit is nog maar het begin. We bereiden ons voor op een wereldtournee en andere dingen waar we naar uitkijken die we binnenkort bekend zullen maken. Het volgende hoofdstuk van New Edition gaat een groots feest worden als dank aan al onze fans die ons de afgelopen dertig jaar hebben gesteund."
Van eind 2011 tot begin 2012 trok New Edition door Amerika met hun #AllSix-tournee. Brown miste in februari 2012 een paar concerten in verband met het overlijden van zijn ex-vrouw Whitney Houston. Een maand later, op 9 en 11 maart, maakte Brown samen met Bell Biv Devoe hun Afrikaanse debuut in Nigeria.
Eind 2012 kreeg New Edition een ouevreprijs uitgereikt tijdens de Soul Train Awards. Alle zes waren ze hierbij aanwezig. 
In augustus 2015 kondigde BET een driedelige miniserie over de groep aan; The New Edition Story werd geproduceerd door Jesse Collins samen met de zes groepsleden en hun langdurige manager/choreografe Brooke Payne. Chris Robinson (niet de zanger van The Black Crowes!) regisseerde deze eerste muziekgerelateerde biopic miniserie op BET. Het werd uitgezonden van 24 tot 26 januari 2017 en portretteerde de groepsleden vanaf hun jeugdjaren in Boston tot aan hun doorbraak als volwassen Hollywoodsterren. De oorspronkelijke uitzendingen en de herhalingen trokken bij elkaar 28,4 miljoen kijkers.
In juli 2021 tekende New Edition bij Creative Artists Agency en kondigde het een reeks optredens in Las Vegas aan en een arenatournee. Voor het eerst sinds 1997 trad New Edition tijdens de American Music Awards; samen met New Kids on the Block vertolkte het een greatest hits-medley.
Op 9 maart 2023 begon New Edition in Colombia, South Carolina aan de 31 data Legacy Tour met voorprogramma's van Keith Sweat, Tank en de r&b-/hiphopgroep Guy.
Van 28 februari tot 9 maart 2024 trad New Edition in de Encore Las Vegas op. 

## Discografie

### Albums
- Candy Girl (1983)
- New Edition (1984)
- Christmas All Over the World (EP, 1985)
- All for Love (1985)
- Under the Blue Moon (1986)
- Heart Break (1988)
- Home Again (1996)
- One Love (2004)